# Вистерна (Тулћа)
Вистерна (рум. Visterna) насеље је у Румунији у округу Тулћа у општини Сарикиој. Oпштина се налази на надморској висини од 81 m.

## Становништво
Према подацима из 2002. године у насељу је живело 478 становника, од којих су сви румунске националности.